# Gran Huelga 2017, Universidad de Puerto Rico
La Gran Huelga 2017 de la Universidad de Puerto Rico fueron una serie de huelgas estudiantiles que comenzaron el 28 de marzo de 2017, cuando el Recinto de Río Piedras aprobó en asamblea estudiantil que decretaba un paro de una semana, del 28 de marzo al 5 de abril (fecha de la Asamblea Nacional de Estudiantes de la Confederación Estudiantil Nacional), en la que se aprobó una huelga indefinida que comenzó el 6 de abril. La huelga surge como respuesta a un corte presupuestario de 450 millones de dólares al sistema universitario público, propuesto por el gobierno de Puerto Rico y aprobado por la Junta de Control Fiscal.
La Asamblea Nacional de Estudiantes de la Confederación Estudiantil Nacional se celebró el 5 de abril y contó con la asistencia física de diez de los once recintos de la Universidad de Puerto Rico y la participación de la unidad de Aguadilla de manera remota mediante video-transmisión. Además asistieron como invitados la University High School el Conservatorio de Música de Puerto Rico y la Escuela de Artes Plásticas y Diseño de Puerto Rico. De los recintos presentes, todos menos los recintos de Mayagüez, Ciencias Médicas, Aguadilla y Utuado aprobaron un voto de huelga indefinida. Al culminar la Asamblea Nacional de Estudiantes, la unidad de Utuado convocó una asamblea extraordinaria en el Coliseo Roberto Clemente y reconsideró su decisión, uniéndose así a la huelga nacional. La huelga comenzó el 6 de abril y la paralización sistémica afectó solo a ocho de los once recintos de inmediato, pues la unidad de Carolina esperó a culminar su cuatrimestre en curso para unirse a la huelga nacional y el recinto de Mayagüez celebró una asamblea posterior pocos días después, en la que aprobaron unirse a la huelga sistémica. Por su parte, el Recinto de Ciencias Médicas decidió no participar en la huelga sistémica, pero convocó un paro de 72 horas y la unidad de Aguadilla comenzó con lo que denominó como su plan «Do-Re-Mi» que consistía de paros intermitentes los fines de semana, mientras se permitían las clases durante los primeros días de todas las semanas.
El 31 de mayo el recinto de Bayamon levantó el cierre seguido por el recinto de Río Piedras. La Gran Huelga finalizó el 7 de junio de 2017, cuando la última unidad en huelga, Humacao, votó en asamblea por acabar el cierre.

## Eventos previos a La Gran Huelga

### Marcha del Capitolio a La Fortaleza
El 23 de febrero de 2017 la Confederación Estudiantil Nacional convocó una marcha al Capitolio que fue concurrida por más de 5000 estudiantes de la Universidad de Puerto Rico. Además, estudiantes de universidades privadas se unieron en solidaridad por las calles del Viejo San Juan en apoyo a sus compañeros.

### Escupitajo al profeson Conlan
Ian Camilo Cintrón escupió al profesor James Peter Conlan el 29 de marzo de 2017, mientras el segundo se proponía entrar a la fuerza al Recinto de Río Piedras para dar clases. Esto provocó una ola de ataques en los medios de comunicación a los estudiantes, pero el movimiento estudiantil nunca condenó abiertamente el llamado "escupitajo". El joven fue multado 250 dólares luego de declararse culpable por el delito de agresión. “Los derechos de uno terminan donde empiezan los del prójimo. Hay un derecho a diferir, pero dentro de un ambiente de respeto. La razón no se demuestra a través de la violencia”, dijo la Secretaria de Justicia Wanda Vázquez Garced.

## Eventos durante La Gran Huelga

### Interrupción de la reunión de la Junta de Gobierno
El 27 de abril de 2017, un grupo considerable de estudiantes se personó a la Administración Central de la Universidad de Puerto Rico, con el objetivo de evitar que se aprobara el Plan Fiscal que convertiría en realidad los recortes millonarios a la institución. Durante el transcurso de la reunión, el representante estudiantil graduado ante la Junta de Gobierno, Gilberto Domínguez Escalera trajo a la atención de los miembros del organismo que el grupo de estudiantes a las afueras del edificio requería enviar representantes a la reunión para expresar el punto de vista de estos. Los miembros de la Junta de Gobierno no accedieron a estas solicitudes, al enterarse por el personal de seguridad que los estudiantes estaban intentando forzar su entrada al edificio.
Luego de una tensa situación, un contingente de estudiantes accedió mediante la fuerza a las oficinas de tecnología de la Administración Central y llegó hasta la oficina de reuniones de la Presidencia. Allí, rodearon a los miembros de la Junta de Gobierno y a la entonces presidenta, Nivia Fernández y les requirieron firmar un papel comprometiéndose a no aprobar un plan fiscal con recortes para la universidad.

### Día Internacional de los Trabajadores de 2017
El 1 de mayo de 2017 se llevó a cabo en Puerto Rico un Paro Nacional convocado por varias organizaciones obreras y estudiantiles. Por su parte, el movimiento estudiantil de Río Piedras convocó mediante su entonces portavoz, Mariana Del Alba Caballero. Cinco marchas salieron de distintos puntos de San Juan para confluir en la Milla de Oro. Luego de que la Policía de Puerto Rico se retirara, se desataron eventos violentos. Estos eventos dieron paso a que la policía utilizara la fuerza y persiguiera a estudiantes hasta dentro de sus viviendas universitarias.[cita requerida]
Nina Alejandra Droz Franco fue una de las estudiantes de la Universidad de Puerto Rico acusada por la fiscal federal interina Rosa Emilia Rodríguez por presuntamente prender en fuego parte del edificio del Banco Popular en la Milla de Oro en Hato Rey, luego de que se rompieran sus cristales. Desde entonces, grupos de la izquierda política en Puerto Rico han alzado la voz sobre un presunto patrón de maltrato de las autoridades federales que mantienen a Droz Franco encarcelada preventivamente. También se apresaron otros jóvenes, entre ellos, Valeria Herrera Heike, hija de la conocida Chef Giovanna Heike, a quien le radicaron cargos por motín, agresiones y daños agravados, entre otros. "Todos los que están arrestados y fueron sometidos ayer, son estudiantes de la Universidad de Puerto Rico", declaró la Secretaria de Justicia, Wanda Vázquez Garced. Hubo un total de 13 detenidos.[cita requerida]

### Movimiento Estudiantil publica sus propuestas
El comité negociador estudiantil convocó a la prensa frente al Capitolio de Puerto Rico el 8 de mayo de 2017 para presentar medidas que habían ideado desde el comienzo de la huelga indefinida en el Recinto de Río Piedras. Estas medidas tenían el objetivo de evitar la aprobación del plan fiscal de la Universidad de Puerto Rico. Entre las propuestas se encontraban colocar un impuesto sobre la propiedad mueble e inmueble de lujo, la eliminación de las Leyes 20 y 22, que establecen exenciones contributivas a no-puertorriqueños, designar a la UPR como la proveedora de los contratos del Departamento de Educación respecto a de adiestramientos, tutorías y consultorías. Estas propuestas nunca fueron acogidas.

### Asambleas Estudiantiles
Durante el transcurso de la Gran Huelga se llevaron a cabo un gran número de Asambleas Estudiantiles con el propósito de discutir la continuación del apoyo del estudiantado a la huelga sistémica. Debido a la represión de los movimientos estudiantiles a los consejos generales de estudiantes y la dificultad de levantar el dinero necesario para una segunda Asamblea Nacional, los consejos solo podían convocar asambleas individuales.

#### Recinto de Río Piedras
EL 25 de mayo de 2017 se llevó a cabo una asamblea que culminó con el acuerdo de levantar la huelga si la Junta de Gobierno de la Universidad ratificaba los "preacuerdos" redactados por el comité de diálogo institucional.[cita requerida]
El 5 de junio de 2017 el estudiantado del Recinto de Río Piedras decidió levantar la huelga que mantuvo desde el 28 de marzo del mismo año y "evolucionar" la lucha con una mayoría aplastante de 2,209 a favor y 82 en contra. Un momento especialmente emotivo ocurrió cuando Francisco A. Santiago Cintrón, negociador del movimiento estudiantil pro-huelga y acusado por los incidentes del 27 de abril de 2017, y Christian Arvelo Forteza, exrepresentante ante la Junta de Gobierno de la universidad y opositor de la huelga, caminaron al medio del Coliseo Roberto Clemente y con un abrazo sellaron un pacto con la moción que terminó aprobándose con el consenso del estudiantado de Río Piedras. Esta acción fue condenada por lo bajo por ciertos sectores del movimiento estudiantil del Recinto Riopiedrense, aun cuando la moción presentada contaba con la aprobación de vastos sectores del movimiento estudiantil y de la comunidad universitaria.[cita requerida]

## Logros
Entre los logros más importantes de la Gran Huelga se encuentran la aprobación de varias leyes y enmiendas.[cita requerida] Entre ellas la atribución del 50% de los fondos de multas de la Junta de Cannabis Medicinal al Fondo General de la Universidad de Puerto Rico y la aprobación de la Ley Núm 41-2017, para establecer la “Ley de las Tablillas Especiales Conmemorativas de la Universidad de Puerto Rico”, a los fines de que se cree una serie de tablillas conmemorativas, una a nivel de sistema y otras once representativas de las unidades académicas de la Universidad de Puerto Rico; destinar fondos al Fondo Dotal de la Universidad de Puerto Rico y para otros fines.